# Корчунок (Хмельницький район)
Корчуно́к — колишнє село Хмельницького району Хмельницької області. Нині хутір у складі Розсошанської сільської громади.
За даними на 1 лютого 2007 року в хуторі Корчунок було 68 дворів, мешкало 209 осіб .

## Історія села
На межі 19 і 20 століття недалеко від Проскурова (нині Хмельницький), у Вовковинському та Чорному лісах, які тоді були одним великим лісом, з'явився панський маєток. Він належав пану Скібневському, якому дуже сподобалася тутешня місцевість.
Перший маєток Скібневських з'явився на початку Вовковинського лісу. Проте пан був настільки жорстокий до своєї челяді, що через деякий час вона підпалила його помістя. Дерев'яні будівлі згоріли повністю. Але пан швидко вибудував собі нову оселю: маєток розташувався неподалік від теперішнього села Розсоша. Але, мабуть, пан Скібневський знову дошкулив челяді, бо вона ще раз зробила підпал. Розлючений пан вирішив будувати камінне помістя. Скібневський примусив своїх батраків корчувати ліс зсередини, щоб там побудуватися. Так і сталося: один ліс розділили навпіл. Звідси й походить назва села, розташованого на тому місці — Корчунок (від «ліс корчували»).
У той час будували залізницю, одну з гілок якої (з Проскурова на Кам'янець-Подільський) мали прокладати біля села Розсоша. Скібневський забажав, щоб дорога проходила якнайближче до його маєтку. Він заплатив відповідну суму проектантам, i ті спроектували гілку залізниці так, щоб вона проходила за 500 метрів від помістя. Пізніше пан Скібневський збудував станцію, яка існує донині. Станція Скібнево, розташована неподалік від Корчунок, названа, звісно, на честь самого пана.
1917 року селяни, які підпадали під владу пана Скібневського, почали гуртуватися з наміром вчинити бунт. За свідченнями старожилів, їхнім ватажком був молодий хлопець Григорій, який невідомо де дістав рушницю. Одного дня селяни зібралися разом і вирушили до панського маєтку вбивати пана. Але хтось уже встиг попередити його про небезпеку. Скібневський осідлав коня, щоб тікати до Польщі, де на той час перебувала вся його родина. Григорій стріляв навздогін пану, але Скібневський утік.
1919 року пан Скібневський повернувся на Поділля. Він розшукав Григорія і наказав посадити його під варту. Зв'язаного, в одній сорочці, хлопця кинули у стодолу. Була зима, стояли люті морози. Батько Григорія заколов кабана, взяв гроші, що були вдома, i поїхав у Проскурів, де зупинився Скібневський. Колишній пан, прийнявши подарунки, дав розписку про звільнення «полоненого». Але ніч, проведена у стодолі, підірвала здоров'я хлопця. Через два тижні він помер від гарячки. Після цього довго не вщухали розмови на селі. Але Скібневський незабаром кудись виїхав — ніхто із сільчан більше його не бачив і нічого про нього не чув.

## Історія школи-інтернату
1936 року в селі Корчунок організували дитячий будинок імені Леніна. Туди звезли безпритульних дітей та навчали їх грамоти. На той час у дитбудинку було понад 100 дітей.
1941 року, коли почалася війна, дитбудинківців не встигли евакуювати. Старших хлопців забрали на фронт, а інші залишилися в окупованому німцями селі. Насамперед нацисти зробили чистку в дитячому будинку: зібрали всіх дітей-євреїв, вивезли в ліс та розстріляли. Пізніше на території інтернату спорудили пам'ятник на згадку про цю трагедію. Ще один пам'ятник звели в пам'ять трьох молодих солдатів, що загинули під час визволення дитячого будинку від окупантів.
1959 року дитячий будинок перейменували в Корчунецьку школу-інтернат імені Петра Панча. Відлунням війни стала велика кількість дітей у таких закладах. Інтернат тоді прийняв близько 360 чоловік. Приміщення опалювалося грубками, не вистачало теплого одягу та ковдр, було скрутно з харчуванням.
Сучасна назва закладу — Корчунецька загальноосвітня школа-інтернат I—III ступенів імені Петра Панча.
Станом на 1 лютого 2007 року в школі-інтернаті (розрахункова кількість місць — 302) перебувало 214 учнів, працювало 36 учителів і вихователів. Учні — це сироти, діти з малозабезпечених родин, діти, батьки яких перебувають у місцях позбавлення волі.
Корчунецька школа-інтернат розташована у колишньому панському маєткові, побудованому років сто тому, тож багато будівель потребують капітального ремонту.
Від 2000 року шефи школи-інтернату — Управління Міністерства внутрішніх справ України в Хмельницькій області. Так, 1 вересня 2007 року начальник обласного управління міліції генерал-майор Віталій Грицак взяв участь у проведенні святкової лінійки і виступив із напутньою промовою до дітей. Віталій Миколайович також провів перший урок на тему «День права і закону» у випускному 11  класі. Міліціонери стали гостями на перших уроках і в інших старшокласників. Міліціонери допомагають підшефним облаштовувати територію інтернату, ремонтувати приміщення. Крім того, за спеціальним розкладом, проводять із дітьми заняття з правоохоронної тематики. Суттєвою є і матеріальна допомога: шкільне приладдя, телевізори, аудіо-, відеомагнітофони, музичні центри. Гарною підмогою школі-інтернату у веденні господарства став подарований міліціонерами автомобіль «КамАЗ». 
Директор школи-інтернату — Володимир Васильович Белза. 25 квітня 2007 року замість нього директором призначено Олену Михайлівну Литвин .